# (34535) 2000 SR220
2000 SR220 (asteroide 34535) é um asteroide da cintura principal. Possui uma excentricidade de 0.04095640 e uma inclinação de 10.94032º.
Este asteroide foi descoberto no dia 26 de setembro de 2000 por LINEAR em Socorro.